# Las Minas (municipalité)
Pour les articles homonymes, voir Las Minas.
La municipalité de Las Minas est l'une des 212 municipalités de l'État de Veracruz, et est située dans la partie centrale de cet État. Située à l'ouest du golfe du Mexique, la municipalité est assise sur les contreforts de la Sierra Madre orientale, elle se trouve dans le bassin versant du fleuve Río Nautla. Son chef-lieu est la localité éponyme Las Minas. Elle appartient à la région administrative de Capital, qui est une des 10 subdivisions administratives de l'État de Veracruz, et qui comprend la capitale étatique, Xalapa.

## Géographie
La municipalité de Las Minas s'étend du nord-est au sud-ouest dans la vallée du fleuve Río Nautla, qui forme sa limite nord et partiellement est. Assise sur les contreforts du massif montagneux de la Sierra Madre orientale, son altitude oscille 700 et 2400 mètres. Son chef-lieu, la localité éponyme de Las Minas, se situe dans la partie méridionale de son territoire, sur la rive occidentale du Río Nautla. Son territoire couvre une superficie de 50,6 km2, et était peuplé en 2020 de 2934 habitants, pour une densité de 57,9 habitants par km2.
Cette municipalité est limitrophe au nord et à l'ouest de celle d'Altotonga, au sud de celle Villa Aldama et de Las Vigas de Ramírez, et à l'est de celle de Tatatila.

## Composition et démographie
La municipalité était composée en 2020 de 12 localités, dont aucune n'était considérée comme urbaine, toutes étant rurales. Fort peu peuplée, la localité de Las Minas ne figure pas dans le tableau ci-dessous.
| Localité            | Population |
| ------------------- | ---------- |
| Rinconada           | 539        |
| Molinillo           | 437        |
| Landaco             | 348        |
| Quiahuixcuautla     | 304        |
| Pueblo Nuevo        | 242        |
| Reste des localités | 1064       |
| Total population    | 2934       |

En plus de l'espagnol, plusieurs langues amérindiennes sont parlées dans la municipalité, dont les principales sont par ordre d'importance : le nahuatl et le popoluca.

## Histoire
Au XVIIIe siècle, des mines d'or et de cuivre sont exploitées sur le territoire de la municipalité, dans une localité nommée Zomelahuacan. Avant de changer de nom pour Las Minas, la municipalité s'est d'abord nommée La Minas de Zomelahuacan.

## Économie

### Agriculture et élevage
La superficie des parcelles semées représentait en 2021 une surface totale de 895 hectares, parmi lesquels 570 hectares étaient voués à la culture du maïs, 165 hectares étaient voués à la culture du haricot, et 150 hectares étaient voués à celle caféier.
En 2021, la production de viande par tonnes comprenait 64,4 tonnes de viande bovine, 118,8 tonnes de viande porcine, 21,6 tonnes de viande ovine, 10,3 tonnes de viande caprine, 31,3 tonnes de volailles, et 4,6 tonnes de dinde. La superficie vouée à l'élevage représentait alors 262 hectares.